# Mortality Cost of Carbon
Die Mortality Cost of Carbon (kurz: MCC, deutsch etwa: Mortalitätskosten der Kohlenstoffemissionen) sind eine Kennzahl der Klimafolgenabschätzung zur Bestimmung des Einflusses von CO2-Emissionen und klimapolitischen Entscheidungen auf die Sterblichkeit von Menschen. So lässt sich das Verhältnis von ausgestoßenem Kohlendioxid zu daraus folgenden Todesfällen sowie zu volkswirtschaftlichen Schäden beschreiben.

## Historie
Der Begriff wurde um 2021 durch R. Daniel Bressler in Anlehnung an die bereits in Integrated Assessement Models (IAM) verwendete Metrik der Social Cost of Carbon (SCC) geprägt. Hierbei wird die Mortalität in der Regel als Social Cost of Carbon Mortality Rate (SCCMR) berücksichtigt. Bereits zuvor hatten sich Forscher wie Richard Parncutt um eine Quantifizierung der Relation von CO2-Emissionen und deren direkter und indirekter Letalität bemüht. 2015 hatte der Philosoph John Nolt erstmals eine exakte Bezifferung von Klimatoten als Bewertungsinstrument vorgeschlagen.

## Stand der Wissenschaft

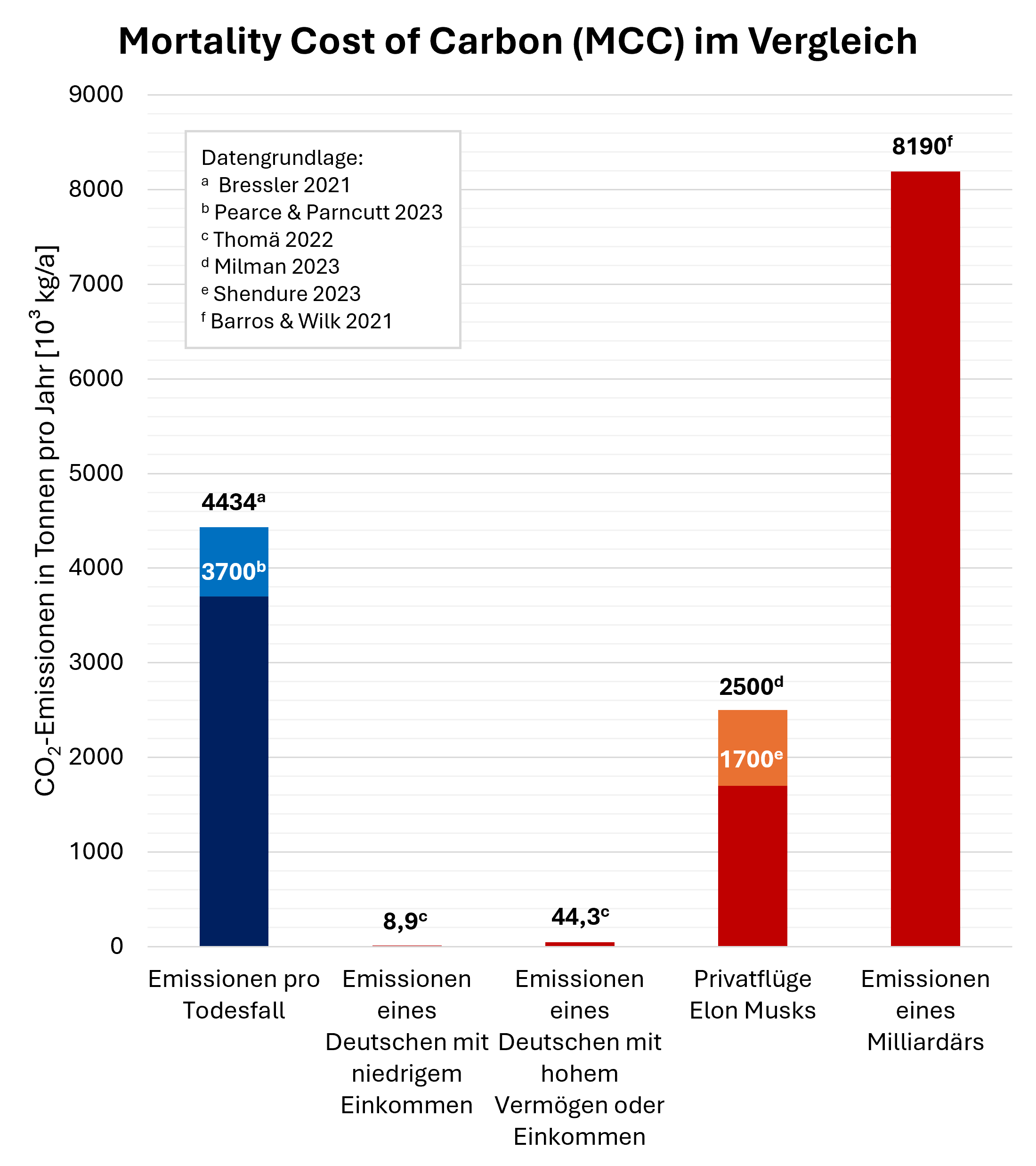
Mortality Cost of Carbon im Vergleich mit Jahresemissionen

Mit der Mortality Cost of Carbon wird die Anzahl an Todesfällen durch den Ausstoß einer zusätzlichen Tonne Kohlenstoffdioxid beschrieben. Dabei orientiert sich die MCC an einem Ausgangsjahr und einem Klimamodell zur integrierten Bewertung von Emissionen, Temperaturentwicklung und Klimafolgen. Ein Ausstoß von 4434 Tonnen CO2 habe demnach einen Todesfall bis 2100 zur Folge, was dem durchschnittlichen Ausstoß von etwa drei US-Amerikanern entspräche. Der Betrieb eines Kohlekraftwerks resultiere verglichen mit anderen Energieträgern in etwa 900 zusätzlichen Toten.
In einer Übersichtsarbeit gaben Joshua Pearce und Richard Parncutt 2023 an, dass Ausstoß von 1000 Tonnen Kohlenstoff (entsprechend etwa 3700 Tonnen CO2) etwa 0,1 bis 10 Tote (im Mittel: einen Toten) zur Folge habe. Die Forscher abstrahierten dies als 1000-Tonnen-Regel. Mit einer Hochrechnung auf den gesamten Produktlebenszyklus können die MCC eines Gebrauchsgegenstandes abgeschätzt werden (auch: Mortality Cost of Carbon per Item, MCCI). Eine Betrachtung des australischen Verkehrssektors ergab demnach, dass die emissionsbedingten Tode des mit Verbrennungsmotoren ausgestatteten Pkw-Aufkommens die Zahl der Unfalltoten um das 75-fache überstiegen. Die flächendeckende Adaption von Elektromobilität würde demnach nutzungsbedingte Todesfälle im Straßenverkehr um 96 Prozent reduzieren.
Eine 2022 veröffentlichte Schätzung kommt zu dem Ergebnis, dass bei einem besonders hohem Anstieg der Treibhausgaskonzentrationen (gemäß dem Repräsentativen Konzentrationspfad RCP 8.5) um das Jahr 2100 selbst bei optimaler Klimaanpassung und unter Berücksichtigung steigender Einkommen allein durch die gestiegenen Temperaturen jährlich mit einer weltweiten Sterblichkeit von 73 Toten pro 100.000 Einwohnern zu rechnen ist. Das würde in etwa der gegenwärtigen Häufigkeit an Todesfällen in Folge von Krebs oder Infektionskrankheiten entsprechen. Besonders betroffen wären ältere Menschen und Menschen in Regionen mit niedrigem Einkommen. Gelänge es, durch Klimaschutz die Emissionen so weit zu verringern, dass der Konzentrationspfad RCP 4.5 erreicht wird, wäre mit einer deutlich niedrigeren Sterberate von 11 pro 100.000 Einwohnern und mit wesentlich niedrigeren Anpassungskosten zu rechnen. Bei einer Bewertung der Menschenleben anhand der Anpassungskosten, die diese zur Verringerung ihres Mortalitätsrisikos auf sich zu nehmen bereit sind, und mit einer Diskontrate von 2 % würden allein die Schäden durch gestiegene Temperaturen nach bester Schätzung 36,6 US$ pro emittierter Tonne CO2 betragen und sich im Jahr 2100 auf ca. 3,2 % des globalen Bruttosozialproduktes belaufen. Kosten für andere klimawandelbedingte Gesundheitsfolgen und sonstige Klimaschäden sind darin nicht enthalten.

## Sonstige Rezeption
2022 veröffentlichte der Ökonom Jakob Thomä die Kampagnenseite Der Kill-Score und ein gleichnamiges Buch, in dem die bis dahin bestehenden Forschungsarbeiten zur Mortality Cost of Carbon aufbereitet und auf den individuellen Fußabdruck, sowie die Emissionen von Staaten und Unternehmen übertragen werden. Demnach resultierten die CO2-Emissionen der im DAX gelisteten, vierzig größten deutschen Unternehmen in etwa 60.000 zusätzlichen Toten jährlich. Eine Umsetzung des Wahlprogramms 2019 der SPD würde demnach in 1,5 bis mehr als 7 Millionen Klimatoten resultieren.
Laut Global Witness resultierten die gegenwärtigen Förderpläne der globalen Mineralölkonzerne Shell, BP, TotalEnergies, ExxonMobil und Chevron in etwa 11,5 Millionen zusätzlichen Todesfällen bis 2050.
| Unternehmen                       | Shell   | TotalEnergies | BP     | Equinor | Eni    | Repsol | OMV    | Orlen  | Wintershall Dea |
| --------------------------------- | ------- | ------------- | ------ | ------- | ------ | ------ | ------ | ------ | --------------- |
| CO2e-Emissionen in Mt (2022)      | 968,0   | 437,0         | 342,2  | 256,9   | 204,2  | 198,1  | 112,0  | 110,4  | 77,91           |
| Resultierende Todesfälle bis 2100 | 130.000 | 57.000        | 45.000 | 34.000  | 27.000 | 26.000 | 15.000 | 15.000 | 10.000          |